# Szew podniebienny pośrodkowy

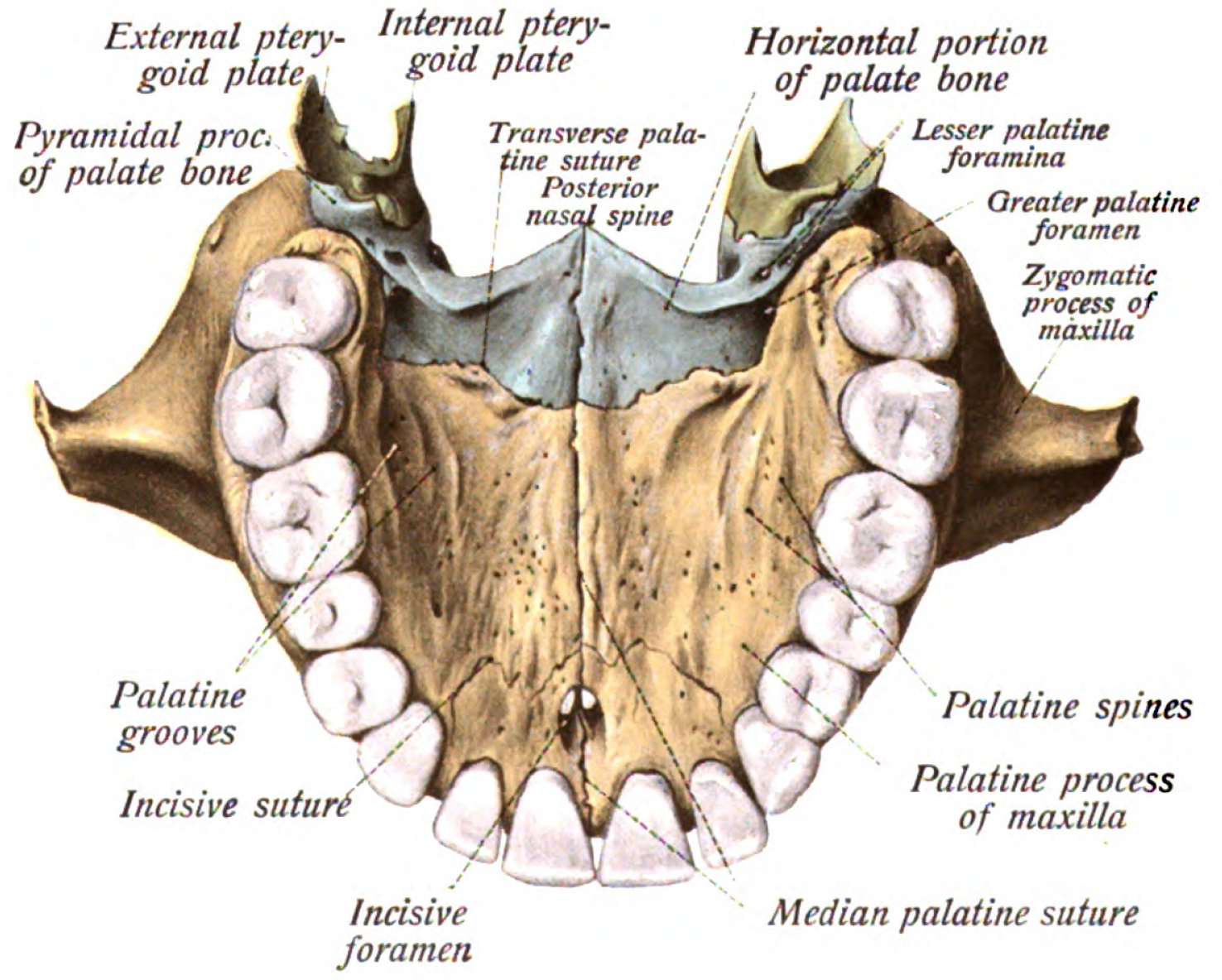
Podniebienie kostne człowieka. Szew podniebienny pośrodkowy podpisany Median palatine suture

Szew podniebienny pośrodkowy (łac. sutura palatina mediana) – szew czaszki łączący brzegi przyśrodkowe wyrostków podniebiennych szczęk (u części gatunków także kości przedszczękowe i kości podniebienne) na podniebieniu kostnym.
U człowieka szew podniebienny pośrodkowy łączy brzegi przyśrodkowe wyrostków podniebiennych szczęk ku przodowi aż do siekaczy (ponieważ u człowieka kość przedszczękowa zawierająca siekacze zrośnięta jest ze szczęką, stanowiąc jej przednią część). Za siekaczami, w przedniej części szwu podniebiennego pośrodkowego, znajduje się dół przysieczny (fossa incisiva), prowadzący do kanału przysiecznego (canalis incisivus) dla przejścia nerwu nosowo-podniebiennego, tętnicy podniebiennej większej i żyły podniebiennej większej. Ku tyłowi szew przedłuża się w połączenie brzegów przyśrodkowych blaszek poziomych kości podniebiennych, które stanowi jego tylny odcinek.
Zarasta (kostnieje) u  świni domowej w 7–10 roku życia, u bydła domowego w 15–20 roku, u konia domowego między 15 a 30 rokiem życia.